# Mitella koshiensis
Mitella koshiensis är en stenbräckeväxtart som beskrevs av Jisaburo Ohwi. Mitella koshiensis ingår i släktet Mitella och familjen stenbräckeväxter. Inga underarter finns listade i Catalogue of Life.